# Esfarayen (Verwaltungsbezirk)
Esfarayen (persisch شهرستان اسفراین) ist ein Schahrestan in der Provinz Nord-Chorasan im Iran. Er enthält die Stadt Esfarayen, welche die Hauptstadt des Verwaltungsbezirks ist. 

## Demografie
Bei der Volkszählung 2016 betrug die Einwohnerzahl des Schahrestan 120.513. Die Alphabetisierung lag bei 82 Prozent der Bevölkerung. Knapp 52 Prozent der Bevölkerung lebten in urbanen Regionen.
| Zensusjahr | Einwohnerzahl |
| ---------- | ------------- |
| 2011       | 127.012       |
| 2016       | 120.513       |